# Palmas-Flösselhecht
Der Palmas-Flösselhecht (Polypterus palmas) ist ein Süßwasserfisch aus der Familie der Flösselhechte (Polypteridae), der in Westafrika vom Casamancefluss im Senegal über Saint Paul- und St. John River in Liberia bis zum Cavally an der Grenze zwischen Liberia und der Elfenbeinküste vorkommt. Synonyme der Art sind Polypterus buettikoferi Steindachner, 1891, Polypterus lowei Boulenger, 1911 und Polypterus retropinnis lowei Boulenger, 1911. Benannt wurde die Art nach der kleinen Halbinsel Cape Palmas im äußersten Südosten Liberias.

## Merkmale
Polypterus palmas wird maximal 35,3 Zentimeter lang. Der mit Ganoidschuppen bedeckte, langgestreckte Körper ist in den vorderen zwei Dritteln im Querschnitt annähernd rund. Das letzte Körperdrittel ist seitlich abgeflacht. Die Fische sind auf der Rückenseite grau gefärbt und zeigen dort dunkle Flecken, die ein dichtes, schachbrettartiges oder netzartiges Muster bilden. Mit zunehmendem Alter kann die Zeichnung verblassen. Die Körperseiten sind etwas heller, die Bauchseite ist einfarbig und blass gelblich. Der Oberkiefer der Fische ist etwas länger als der Unterkiefer und steht vor. Die fleischigen Flossenbasen der Brustflossen sind im hinteren Abschnitt dunkel gefleckt. Auch die Flössel zeigen dunkle Fleckungen. Bauch- und Afterflosse sind ungefleckt. Der Palmas-Flösselhecht hat 55 bis 58 Schuppen in einer Reihe entlang der Seitenlinie, 33 bis 39 Schuppen in einer Reihe rund um den Körper und 25 bis 32 Schuppen vor dem ersten Flössel. Die Anzahl der Wirbel beträgt 56 bis 59. Die Anzahl der Rückenflössel liegt bei 7 bis 9 und ist damit gering im Vergleich mit anderen Flösselhechten. Die Afterflosse wird von 12 bis 14 Flossenstrahlen gestützt. Die Brustflossen enden angelegt sehr weit vor dem ersten Flössel.